# Мерикфвил-Вулфорд (Онтарио)
Мерикфвил-Вулфорд (енгл. Merrickville-Wolford) је село у Канади у покрајини Онтарио. Према резултатима пописа 2011. у селу је живело 2.850 становника.

## Становништво
Према резултатима пописа становништва из 2011. у граду је живело 2.850 становника, што је за 0,6% мање у односу на попис из 2006. када је регистровано 2.867 житеља.
| 2006. | 2011. | 2016. |
| ----- | ----- | ----- |
| 2.867 | 2.850 | 3,067 |